# Medalla al Servicio Distinguido en la Protección del Orden Público
La Medalla al Servicio Distinguido en la Protección del Orden Público (en ruso: Медаль «За отличие в охране общественного порядка»), fue una condecoración militar de la Unión Soviética establecida para reconocer el servicio destacado de los miembros de los cuerpos policiales o de los civiles por su valentía para ayudar al personal policial en sus funciones.

## Historia
La Medalla fue establecida por decreto del Presídium del Sóviet Supremo de la URSS del 1 de noviembre de 1950. El Reglamento de la medalla fue modificado por los Decretos del Presídium del Sóviet Supremo de 12 de octubre de 1963 y 18 de julio de 1980, y la descripción de la medalla fue modificada por Decreto del Presídium del Sóviet Supremo de 5 de septiembre de 1960.
La medalla se mantuvo en el sistema de premios ruso tras la disolución de la URSS por decreto del Presidente de la Federación Rusa N.º 442 del 2 de marzo de 1994 y luego confirmado por decreto presidencial N.º 19 del 6 de enero de 1999. El Decreto presidencial N.º 1099 del 7 de enero de 2010 modificó todo el sistema de premios ruso, esto incluyó cambios en el estatuto de la medalla.

## Estatuto de la medalla
La Medalla se otorgaba a soldados y oficiales de las fuerzas del orden y a soldados de las Tropas del Ministerio del Interior (MVD) por hazañas y logros destacados en la protección del orden público y en la lucha contra el crimen; también podría otorgarse a miembros de las guardias populares voluntarias y a otros ciudadanos por su participación activa en la protección del orden público y por el coraje y dedicación mostrado en ello.
La Medalla al Servicio Distinguido en la Protección del Orden Público se otorgaba por:
- La valentía y dedicación mostradas durante el desmantelamiento de grupos criminales y la detención de delincuentes;
- Realizar operaciones encubiertas audaces, expertamente preparadas y realizadas con el fin de prevenir delitos penales;
- Trabajo activo e investigación sobre las causas y condiciones propicias para la comisión de delitos;
- Hábil organización de unidades de asuntos internos y fuerzas internas para la protección del orden público y la lucha contra el crimen;
- Excelente desempeño de funciones en los órganos de asuntos internos o en las unidades de las fuerzas internas;
- Participación activa en la protección del orden público y por mostrar coraje y desinterés, en el cumplimiento de dichas tareas.
- Participación activa en la lucha contra el vandalismo, la embriaguez, el robo de bienes personales y socialistas, la violación de las reglas del comercio, la especulación, la destilación y otros delitos perjudiciales para la sociedad.

La medalla se otorgaba en nombre del Presídium del Sóviet Supremo de la URSS por los Presídium de los Sóviets Supremos de las Repúblicas de la Unión.
La Medalla se llevaba en el lado izquierdo del pecho y, en presencia de otras órdenes y medallas de la URSS, se colocaba después de la Medalla al Servicio Distinguido en la Protección de las Fronteras del Estado. Si se usa en presencia de órdenes o medallas de la Federación de Rusia, estas últimas tienen prioridad.
Cada medalla venía con un certificado de premio, este certificado se presentaba en forma de un pequeño folleto de cartón de 8 cm por 11 cm con el nombre del premio, los datos del destinatario y un sello oficial y una firma en el interior.

## Descripción de la medalla
Es una medalla de alpaca plateada (antes de 1960, estaba fabricada en plata) circular de 32 mm de diámetro con un borde elevado por ambos lados
En el anverso de la medalla es muy simple y muestra la inscripción en relieve en cinco líneas «POR LA DISTINCIÓN EN LA PROTECCIÓN DEL ORDEN PÚBLICO» (en ruso: "ЗА ОТЛИЧИЕ В ОХРАНЕ ОБЩЕСТВЕННОГО ПОРЯДКА"), sobre la inscripción lleva una pequeña estrella de cinco puntas cerca de la parte superior.
En el reverso de la medalla, en el centro, está el escudo de armas convexo de la URSS. En la parte inferior de la medalla, debajo del escudo de armas, están grabadas en relieve las letras «URSS» (en ruso, «СССР»).
La medalla está conectada con un ojal y un anillo a un bloque pentagonal cubierto con una cinta muaré de seda azul superpuesta de 24 mm de ancho con franjas rojas en los bordes de 5 mm y dos franjas rojas en el centro de 1 mm.